# Varto (Turquie)
Varto  (en kurde : Gimgim, en grec médiéval : Barzanissa) est une ville et un district de la province de Muş dans la région de l'Anatolie orientale en Turquie. Peuplé autrefois d'Arméniens, qui ont été victimes du génocide en 1915, Varto abrite aujourd'hui des Kurdes, majoritairement de confession sunnite.

## Histoire
En 1914, environ 150 200 Arméniens vivaient dans le district de Varto, dont 600 dans la ville de Varto, qui comptait huit églises, 3 monastères et 5 écoles. En juin 1915, pendant le génocide arménien, un grand nombre d'Arméniens de Varto sont massacrés dans la vallée de Newala Ask.
Varto a été le théâtre d'importants combats pendant la rébellion de Cheikh Saïd en 1924, et l'épicentre en 1966 d'un puissant séisme ayant tué près de 3 000 personnes.
Dans les années 1990, Varto a été un foyer du militantisme kurde mené par le Parti des travailleurs du Kurdistan (PKK). Bien que la ville n'ait pas été le théâtre de combats permanents, elle est le lieu de naissance de nombreux combattants et commandants du PKK. La garnison militaire turque stationnée dans la ville est entourée de fils barbelés et de sacs de sable. La garnison patrouille la ville dans des véhicules blindés de transport de troupes (voitures), bien qu'il n'y ait pas eu de combats dans ou autour de la ville depuis les années 1990 jusqu'en août 2015, lorsque les combats entre les forces de sécurité turques et le PKK ont repris. La plupart des Kirmancki Zazaki sont des Alévis, alors que la plupart des Kurmanci kurdes sont des sunnites. Les communautés ont eu une existence séparée et tranquille jusque dans les années 1980. 
Il y a environ 100 villages dans le district de Varto .

## Administration
Le district est composé des entités suivantes :
- Sırasöğütler

## Personnalités
- Serhat Karaaslan (1984-), cinéaste, y est né.